# Kap Manzamō
Das Kap Manzamō (japanisch 万座毛 Manzamō) liegt nahe dem Dorf Onna im Westen der japanischen Insel Okinawa Hontō. Die Klippen aus Ryukyu-Kalkstein sind etwa 20 m hoch und umfassen einen Felsen, der „wie ein Elefantenkopf“ geformt ist. Oberhalb befindet sich ein grasbewachsenes Plateau. Das Kap liegt innerhalb des Okinawa-Kaigan-Quasi-Nationalparks. Seit 12. Mai 1979 ist es von der Präfektur Okinawa als Naturdenkmal und Landschaftlich Schöner Ort ausgewiesen.
Ein Gedenkstein erinnert an Onna Nabe (jap. 恩納なべ), eine Bäuerin sowie Ryūka-Dichterin und Sängerin aus dem 18. Jahrhundert.

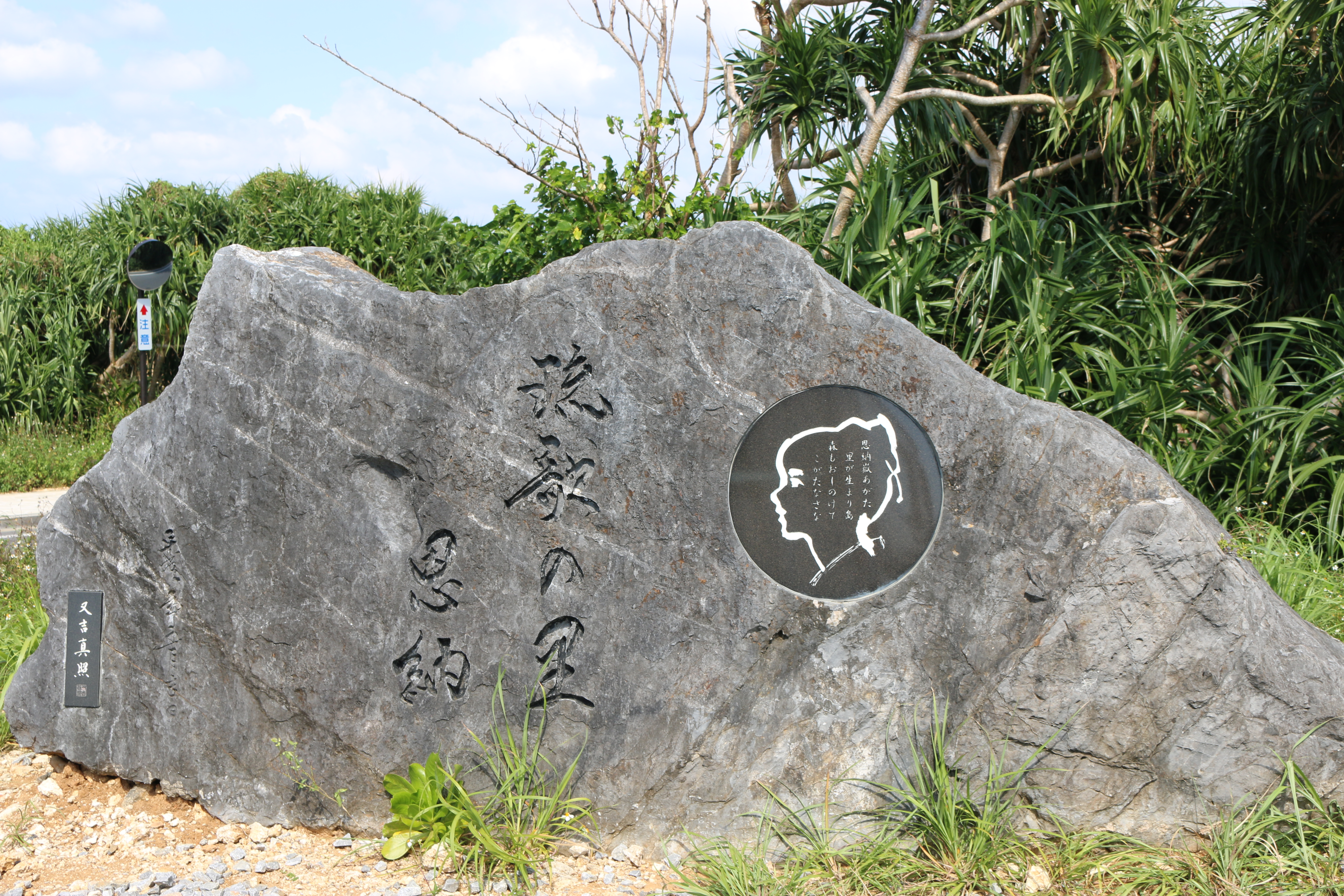
Gedenkstein für Onna Nabe